# Dagsedel
Dagsedel var ursprungligen en daglig rapport om utfört dagsverke.
Ordets vanligaste betydelse är numera ett slag i ansiktet med öppen hand. Dagsedlar var också namnet på de dagsverser som Stig Dagerman skrev i tidningen Arbetaren.